# 阮汉清
阮汉清（1914年5月—1984年6月9日），原名阮名燔。湖北阳新县龙港黄桥镇人，中国人民解放军少将。

## 生平

### 民国时期
1930年参加中国工农红军，在第5军、第8军后方留守处红2医院学医。1932年，加入中国共产主义青年团。1933年转中国共产党。曾任红8军鄂东南指挥部第三医院医生、第三十一所所长兼政治指导员。参加了湘鄂赣苏区第一次至第三次反围剿战争。后任湘鄂赣西北分医院院长。红军主力撤离苏区后，任湘鄂赣省军区卫生部卫生科科长、部长。在湘鄂赣边坚持了三年游击战争。
抗日战争爆发后，任抗日第1游击支队医务主任、新四军第4支队军医处处长。1941年皖南事变后，任新四军第2师4旅卫生部部长兼淮南军区路东军分区卫生部部长。抗日战争胜利后，任新四军第2师后方医院院长、淮南军区卫生部第一副部长。1946年10月任华中军区卫生部第6后方医院院长时，组织领导全院人员担负近2000名重伤员的救护工作。1947年起任华东野战军第10纵队卫生部部长、第三野战军8兵团卫生部部长。参加了豫东、济南、淮海战役等。渡江战役后，任华东军政大学卫生部部长、中国人民解放军总后勤部卫生部计划检查处处长。

### 共和国时期
1953年参加朝鲜战争，任中国人民志愿军后勤部卫生部副部长。回国后，任中国人民解放军第二军医大学副校长、齐齐哈尔军医学院院长。1970年至1975年任解放军第二军医大学政治委员。1961年，授少将军衔；曾获二级八一勋章、二级独立自由勋章和二级解放勋章。1984年6月9日，在上海逝世。